# Canada op de Olympische Zomerspelen 2012
Canada nam deel aan de Olympische Zomerspelen 2012 in Londen, Verenigd Koninkrijk. De selectie bestond uit 273 atleten (119 mannen en 154 vrouwen). Zij kwamen uit in 26 olympische sportdisciplines. triatleet Simon Whitfield was vlaggendrager bij de openingsceremonie.

## Medailleoverzicht
| Sport          | Olympiër | Onderdeel               | Medaille |
| -------------- | --- | ----------------------- | -------- |
| Gymnastiek     | Rosannagh MacLennan | trampoline (v)          | Goud     |
| Kanovaren      | Adam van Koeverden | K-1 1000m (m)           | Zilver   |
| Roeien         | Gabriel Bergen Jeremiah Brown Andrew Byrnes Will Crothers Douglas Csima Robert Gibson Malcolm Howard Conlin McCabe Brian Price | acht (m)                | Zilver   |
| Roeien         | Ashley Brzozowicz Janine Hanson Krista Guloien Darcy Marquardt Natalie Mastracci Andréanne Morin Lesley Thompson Rachelle Viinberg Lauren Wilkinson | acht (v)                | Zilver   |
| Worstelen      | Tonya Verbeek | -55kg vrije stijl (v)   | Zilver   |
| Zwemmen        | Ryan Cochrane | 1500m vrije slag (m)    | Zilver   |
| Atletiek       | Derek Drouin | hoogspringen (m)        | Brons    |
| Gewichtheffen  | Christine Girard | -63kg (v)               | Brons    |
| Judo           | Antoine Valois-Fortier | -81kg (m)               | Brons    |
| Kanovaren      | Mark Oldershaw | C-1 1000m (m)           | Brons    |
| Kanovaren      | Mark de Jonge | K-1 200m (m)            | Brons    |
| Schoonspringen | Jennifer Abel Emilie Heymans | 3m plank synchroon (m)  | Brons    |
| Schoonspringen | Meaghan Benfeito Roseline Filion | 10m toren synchroon (m) | Brons    |
| Voetbal        | Melanie Booth Erin McLeod Christine Sinclair Candace Chapman Carmelina Moscato Chelsea Stewart Jonelle Filigno Marie-Ève Nault Melissa Tancredi Robyn Gayle Kelly Parker Brittany Timko Kaylyn Kyle Sophie Schmidt Rhian Wilkinson Karina LeBlanc Desiree Scott Emily Zurrer Diana Matheson Lauren Sesselmann | vrouwen                 | Brons    |
| Wielrennen     | Gillian Carleton Jasmin Glaesser Tara Whitten | teamsprint (v)          | Brons    |
| Worstelen      | Carol Huynh | -48kg vrije stijl (v)   | Brons    |
| Zwemmen        | Brent Hayden | 100m vrije slag (m)     | Brons    |
| Zwemmen        | Richard Weinberger | 10km open water (m)     | Brons    |

## Deelnemers en resultaten
(m) = mannen, (v) = vrouwen 

### Atletiek
| Olympiër                                                                                          | Onderdeel                | Resultaat | Prestatie |
| ------------------------------------------------------------------------------------------------- | ------------------------ | --------- | --- |
| Justyn Warner                                                                                     | 100m (m)                 | 13e       | kwartfinale 3: 3de in 10,09 halve finale 6: 5de in 10,09 |
| Jared Connaughton                                                                                 | 200m (m)                 | 17e       | serie 7: 3de in 20,72 halve finale 1: 7de in 20,64 |
| Aaron Brown                                                                                       | 200m (m)                 | 9e        | serie 2: 3de in 20,55 halve finale 2: 4de in 20,42 |
| Tremaine Harris                                                                                   | 200m (m)                 | 30e       | serie 5: 5de in 20,70 |
| Geoff Harris                                                                                      | 800m (m)                 | 17e       | serie 4: 2de in 1.45,97 halve finale 3: 7de in 1.46,14 |
| Nathan Brannen                                                                                    | 1500m (m)                | 17e       | serie 2: 5de in 3.39,95 halve finale 2: 12de in 3.39,25 |
| Cameron Levins                                                                                    | 5000m (m)                | 14e       | serie 2: 8ste in 13.18,29 finale: 14de in 13.51,87 |
| Mohammed Ahmed                                                                                    | 10000m (m)               | 18e       | 28.13,91 |
| Cameron Levins                                                                                    | 10000m (m)               | 11e       | 27.38,81 |
| Alex Genest                                                                                       | 3000m steeplechase (m)   | 17e       | serie 3: 7de in 8.22,62 |
| Jared Connaughton Akeem Haynes Segun Makinde Gavin Smellie Oluseyi Smith Ian Warner Justyn Warner | 4x100m (m)               | DSQ       | serie 1: 2de in 38,05 finale: gediskwalificeerd |
| Reid Coolsaet                                                                                     | marathon (m)             | 27e       | 2:16.29 |
| Eric Gillis                                                                                       | marathon (m)             | 22e       | 2:16.00 |
| Dylan Wykes                                                                                       | marathon (m)             | 20e       | 2:15.26 |
| Iñaki Gomez                                                                                       | 20km snelwandelen (m)    | 13e       | 1:20.58 |
| Derek Drouin                                                                                      | hoogspringen (m)         | Brons     | kwalificatie groep A: 1ste met 2,29m finale: 3de met 2,29m |
| Michael Mason                                                                                     | hoogspringen (m)         | 8e        | kwalificatie groep B: 6de met 2,26m finale: 8ste met 2,29m |
| Dylan Armstrong                                                                                   | kogelstoten (m)          | 5e        | kwalificatie groep B: 3de met 20,49m finale: 5de met 20,93m |
| Justin Rodhe                                                                                      | kogelstoten (m)          | DNF       | kwalificatie groep A: geen geldige worp |
| Curtis Moss                                                                                       | speerwerpen (m)          | 22e       | kwalificatie groep A: 13de met 78,22m |
| James Steacy                                                                                      | kogelslingeren (m)       | DNF       | kwalificatie groep B: geen geldige worp |
| Damian Warner                                                                                     | tienkamp (m)             | 5e        | 100m: 3de in 10,48 (980 punten) verspringen: 5de met 7,54m (945 punten) kogelstoten: 24ste met 13,73m (712 punten) hoogspringen: 3de met 2,05m (850 punten) 400m: 4de in 48,20 (899 punten) 110m horden: 11de in 14,38 (926 punten) discuswerpen: 10de met 45,90m (785 punten) polsstokhoogspringen: 11de met 4,70m (819 punten) speerwerpen: 7de met 62,77m (780 punten) 1500m: 4de in 4.29,85 (746 punten) totaal: 8544 punten |
|                                                                                                   |                          |           | |
| Kerri-Ann Mitchell                                                                                | 100m (v)                 | 40e       | kwartfinale 1: 6de in 11,49 |
| Crystal Emmanuel                                                                                  | 200m (v)                 | 21e       | serie 6: 5de in 23,10 halve finale 3: 7de in 23,28 |
| Jenna Martin                                                                                      | 400m (v)                 | 23e       | serie 3: 3de in 51,98 halve finale 1: 7de in 52,83s |
| Melissa Bishop                                                                                    | 800m (v)                 | 30e       | serie 5: 5de in 2.09,33 |
| Jessica Smith                                                                                     | 800m (v)                 | 22e       | serie 3: 2de in 2.07,75 halve finale 3: 7de in 2.01,90 |
| Nicole Sifuentes                                                                                  | 1500m (v)                | 19e       | serie 3: 4de in 4.07,65 halve finale 2: 9de in 4.06,33 |
| Hilary Stellingwerff                                                                              | 1500m (v)                | 16e       | serie 1: 6de in 4.05,79 halve finale 1: 4de in 4.05,57 |
| Phylica George                                                                                    | 100m horden (v)          | 6e        | serie 6: 2de in 12,83 halve finale: 3de in 12,65s finale: 6de in 12,6 |
| Nikkita Holder                                                                                    | 100m horden (v)          | 16e       | serie 4: 5de in 12,93 halve finale 1: 6de in 12,93 |
| Jessica Zelinka                                                                                   | 100m horden (v)          | 7e        | serie 1: 2de in 12,75 halve finale 2: 2de in 12,66 finale: 7de in 12,69 |
| Sarah Wells                                                                                       | 400m horden (v)          | 24ste     | serie 1: 4de in 56,47 halve finale 2: 8ste in 56,71 |
| Rachel Seaman                                                                                     | 20km snelwandelen (v)    | 52e       | 1:37.36 |
| Mélanie Blouin                                                                                    | polsstokhoogspringen (v) | 19e       | kwalificatie groep B: 9de met 4,25m |
| Julie Labonté                                                                                     | kogelstoten (v)          | 23e       | kwalificatie groep A: 10de met 17,48m |
| Elizabeth Gleadle                                                                                 | speerwerpen (v)          | 12e       | kwalificatie groep A: 6de met 60,26m finale: 12de met 58,78m |
| Sultana Frizell                                                                                   | kogelslingeren (v)       | 26e       | kwalificatie groep A: 13de met 67,45m |
| Heather Steacy                                                                                    | kogelslingeren (v)       | 34e       | kwalificatie groep B: 14de met 63.40m |
| Brianna Theisen                                                                                   | zevenkamp (v)            | 10e       | 100m horden: 9de in 13,30 (1080 punten) hoogspringen: 12de met 1,83m (1016 punten) kogelstoten: 28ste met 12,84m (720 punten) 200m: 16de in 24,35 (947 punten) verspringen: 18de met 6,01m (853 punten) speerwerpen: 14de met 46,47m (792 punten) 800m: 3de in 2.09,27 (975 punten) totaal: 6383 punten |
| Jessica Zelinka                                                                                   | zevenkamp (v)            | 6e        | 100m horden: 2de in 12,65 (1178 punten) hoogspringen: 33ste met 1,68m (830 punten) kogelstoten: 5de met 14,81m (848 punten) 200m: 3de in 23,32 (1047 punten) verspringen: 23ste met 5,91m (822 punten) speerwerpen: 16de met 45,75m (778 punten) 800m: 2de in 2.09,15 (977 punten) totaal: 6480 punten |

### Badminton
| Olympiër                    | Onderdeel      | Resultaat | Prestatie |
| --------------------------- | -------------- | --------- | --- |
| Michelle Li                 | enkelspel (v)  | 17e       | groep A: 2de V van CHN Wang: 8-21, 6-21 |
| Michelle Li Alexandra Bruce | dubbelspel (v) | 4e        | groep A: 4de W van CHN Wang/Yu: 21-0, 21-0 (DSQ)* W van KOR Jung/Kim: 21-0, 21-0 (DSQ)* V van RUS Sorokina/Vislova: 8-21, 10-21 kwartfinale: W van AUS Choo/Veeran: 21-9, 18-21, 21-18 halve finale: V van JPN Fujii/Kakiiwa: 12-21, 21-19, 13-21 bronzen finale: V van RUS Sorokina/Vislova: 9-21, 10-21 |
|                             |                |           | |
| Grace Gao Toby Ng           | dubbelspel (g) | 9e        | groep B: 4de V van DEN Nielsen/Pedersen: 12-21, 11-21 V van JPN Ikeda/Shiota: 10-21, 21-11, 15-21 V van POL Mateusiak/Kostiuczyk: 13-21, 16-21 |

* De Chinese en Zuid-Koreaanse duo's werden uit het toernooi gezet, nadat bleek dat ze hun laatste groepsmatchen opzettelijk verloren hadden, om zo in de volgende ronde makkelijkere tegenstanders te treffen.

### Basketbal
| Olympiër | Onderdeel | Resultaat | Prestatie |
| --- | --------- | --------- | --- |
| Natalie Achonwa Chelsea Aubry Miranda Ayim Teresa Gabriele Lizanne Murphy Krista Phillips Courtnay Pilypaitis Michelle Plouffe Kim Smith Alisha Tatham Tamara Tatham Shona Thorburn | vrouwen   | 5e        | groep A: 4de V van Rusland: 53-58 W van Groot-Brittannië: 73-65 V van Frankrijk: 60-64 W van Brazilië: 79-73 V van Australië: 63-72 kwartfinale V van Verenigde Staten: 48-91 |

| Groep A |                  |             |             |             |            |            |            |        |
| #       | Land             | Wedstrijden | Wedstrijden | Wedstrijden | Doelpunten | Doelpunten | Doelpunten | Punten |
| #       | Land             | G           | W           | V           | V          | T          | Saldo      | Punten |
| 1       | Frankrijk        | 5           | 5           | 0           | 356        | 319        | +37        | 10     |
| 2       | Australië        | 5           | 4           | 1           | 353        | 322        | +31        | 9      |
| 3       | Rusland          | 5           | 3           | 2           | 314        | 308        | +6         | 8      |
| 4       | Canada           | 5           | 2           | 3           | 328        | 332        | −4         | 7      |
| 5       | Brazilië         | 5           | 1           | 4           | 329        | 354        | −25        | 6      |
| 6       | Groot-Brittannië | 5           | 0           | 5           | 327        | 372        | −45        | 5      |

| Ronde       | Datum  | Plaats           | Land  | Score     | Land |
| ----------- | ------ | ---------------- | ----- | --------- | ---- |
| Groepsfase  |        |                  |       |           |      |
| 28 juli     | Londen | Canada           | 53-58 | Rusland   |      |
| 30 juli     | Londen | Groot-Brittannië | 65-73 | Canada    |      |
| 1 augustus  | Londen | Canada           | 60-64 | Frankrijk |      |
| 3 augustus  | Londen | Brazilië         | 73-79 | Canada    |      |
| 5 augustus  | Londen | Canada           | 63-72 | Australië |      |
| Kwartfinale |        |                  |       |           |      |
| 7 augustus  | Londen | Verenigde Staten | 91-48 | Canada    |      |

### Boksen
| Olympiër       | Onderdeel | Resultaat | Prestatie |
| -------------- | --------- | --------- | --- |
| Custio Clayton | -69kg (m) | 5e        | 1ste ronde: W van MEX Molina: 12-8 2de ronde: W van AUS Hammond: 14-11 kwartfinale: V van GBR Evans: 14-14 (op punten) |
| Simon Kean     | +91kg (m) | 5e        | 1ste ronde: W van FRA Yoka: 16-16 (op punten) kwartfinale: V van KAZ Dychko: 6-20                                      |
|                |           |           | |
| Mary Spencer   | -75kg (m) | 5e        | 1ste ronde: vrij kwartfinale: V van CHN Li: 14-17                                                                      |

### Boogschieten
| Olympiër           | Onderdeel       | Resultaat | Prestatie                                                                |
| ------------------ | --------------- | --------- | ------------------------------------------------------------------------ |
| Crispin Duenas     | individueel (m) | 33e       | plaatsingsronde: 8ste met 678 punten 1ste ronde: V van EGY El-Nemr: 2-6  |
|                    |                 |           |                                                                          |
| Marie-Pier Beaudet | individueel (v) | 33e       | plaatsingsronde: 29ste met 645 punten 1ste ronde: V van DEN Laursen: 3-7 |

### Gewichtheffen
| Olympiër                    | Onderdeel | Resultaat | Prestatie                                                      |
| --------------------------- | --------- | --------- | -------------------------------------------------------------- |
| Annie Moniqui               | -58kg (v) | 16e       | trekken: 18de met 85 kg stoten: 16de met 105 kg totaal: 190 kg |
| Christine Girard            | -63kg (v) | Brons     | trekken: 4de met 103 kg stoten: 2de met 133 kg totaal: 236 kg  |
| Marie-Ève Beauchemin-Nadeau | -69kg (v) | 8e        | trekken: 10de met 104 kg stoten: 6de met 135 kg totaal: 239 kg |

### Gymnastiek
| Olympiër                                                                                         | Onderdeel                | Resultaat | Prestatie |
| Ritmisch                                                                                         | Ritmisch                 | Ritmisch  | Ritmisch |
| ------------------------------------------------------------------------------------------------ | ------------------------ | --------- | --- |
| Katrina Cameron Rose Cossar Alexandra Landry Anastasiya Muntyanu Anjelika Reznik Kelsey Titmarsh | team (v)                 | 11de      | kwalificatie 5 ballen: 12de met 24,050 punten 3 linten, 2 hoepels: 11de met 23,975 punten totaal: 48,025 punten |
| Trampoline                                                                                       |                          |           | |
| Jason Burnett                                                                                    | mannen                   | 8e        | kwalificatie: 6de met 109,065 punten finale: 8ste met 6,715 punten |
| Karen Cockburn                                                                                   | vrouwen                  | 4e        | kwalificatie: 5de met 103,943 punten finale: 4de met 55,860 punten |
| Rosannagh MacLennan                                                                              | vrouwen                  | Goud      | kwalificatie: 4de met 104,540 punten finale: 1ste met 57,304 punten |
| Turnen                                                                                           |                          |           | |
| Nathan Gafuik                                                                                    | rekstok (m)              | 46e       | kwalificatie: 46ste met 13,866 punten |
|                                                                                                  |                          |           | |
| Elsabeth Black                                                                                   | sprong (v)               | 8e        | kwalificatie: 7de met 14,483 punten finale: 8ste met 0 punten |
| Brittany Rogers                                                                                  | sprong (v)               | 7e        | kwalificatie: 8ste met 14.366 punten finale: 7de met 14,483 punten |
| Dominique Pegg                                                                                   | meerkamp individueel (v) | 17d       | kwalificatie 18de vloer: 14de met 14,233 punten sprong: 34ste met 14,133 punten brug: 35ste met 13,275 punten balk: 34ste met 13,566 punten totaal: 55,657 punten finale vloer: 10de met 14,033 punten sprong: 17de met 14,566 punten brug: 19de met 13,800 punten balk: 19de met 13,166 punten totaal: 55,565 punten  |
| Kristina Vaculik                                                                                 | meerkamp individueel (v) | 32e       | kwalificatie vloer: 30ste met 13,800 punten sprong: 37ste met 14,100 punten brug: 18de met 14,366 punten balk: 78ste met 11,300 punten totaal: 53,566 punten |
| Ellie Black Victoria Moors Dominique Pegg Brittany Rogers Kristina Vaculik                       | meerkamp team (v)        | 5e        | kwalificaties: 8ste sprong: 5de met 43,599 punten rekstok: 7de met 42,699 punten balk: 12de met 38,832 punten vloer: 5de met 42,566 punten totaal: 167,696 punten finale: sprong: 4de met 44,499 punten rekstok: 6de met 42,332 punten balk: 6de met 41,199 punten vloer: 3de met 42,774 punten totaal: 170,804 punten |

### Judo
| Olympiër               | Onderdeel | Resultaat | Prestatie |
| ---------------------- | --------- | --------- | --- |
| Sergio Pessoa          | -60kg (m) | 17e       | 1ste ronde: vrij 2de ronde: V van KAZ Kossayev: golden score |
| Sasha Mehmedovic       | -66kg (m) | 17e       | 1ste ronde: W van ESP Figueroa: waza-ari 2de ronde: V van JPN Ebinuma: ippon |
| Nicholas Tritton       | -73kg (m) | 17e       | 1ste ronde: vrij 2de ronde: V van UZB Jurakobilov: yuko |
| Antoine Valois-Fortier | -81kg (m) | Brons     | 1ste ronde: W van AZE Mammadli: golden score 2de ronde: W van GBR Burton: ippon 3de ronde: W van MNE Mrvaljevic: waza-ari kwartfinale: V van RUS Nifontov: ippon 'herkansingen: W van ARG Luncenti: waza-ari bronzen finale: W van USA Stevens: yuko |
| Alexandre Émond        | -90kg (m) | 17e       | 1ste ronde: V van GBR Gordon: ippon |
|                        |           |           | |
| Joliane Melançon       | -57kg (v) | 17de      | 1ste ronde: V van AUT Filzmoser: ippon |
| Kelita Zupancic        | -70kg (v) | 9e        | 1ste ronde: vrij 2de ronde: V van FRA Décosse: ippon |
| Amy Cotton             | -78kg (v) | 17e       | 1ste ronde: V van FRA Tcheuméo: yuko |

### Kanovaren
| Olympiër                     | Onderdeel      | Resultaat | Prestatie                                                                          |
| Slalom                       | Slalom         | Slalom    | Slalom                                                                             |
| ---------------------------- | -------------- | --------- | ---------------------------------------------------------------------------------- |
| Michael Tayler               | K-1 slalom (m) | 20e       | kwalificatie run 1: 21ste in 155,89 run 2: 18de in 97,64                           |
|                              |                |           |                                                                                    |
| Jason McCoombs               | C-1 200m (m)   | 13e       | serie 1: 4de in 41,742 halve finale 3: 4de in 42,255 finale B: 5de in 44,973       |
| Mark Oldershaw               | C-1 1000m (m)  | Brons     | serie 2: 2de in 3.55,21 halve finale 2: 2de in 3.52,197 finale: 3de in 3.48,502    |
| Mark de Jonge                | K-1 200m (m)   | Brons     | serie 1: 1ste in 35,396 halve finale 1: 1ste in 35,595 finale: 3de in 36,657       |
| Adam van Koeverden           | K-1 1000m (m)  | Zilver    | serie 1: 1ste in 3.28,697 halve finale 1: 1ste in 3.28,209 finale: 2de in 3.27,170 |
| Ryan Cochrane Hugues Fournel | K-2 200m (m)   | 7e        | serie 1: 4de in 33,407 halve finale 1: 4de in 33,500 finale: 7de in 35,396         |
| Ryan Cochrane Hugues Fournel | K-2 1000m (m)  | 12e       | serie 1: 6de in 3.55,748 halve finale 1: 5de in 3.29,819 finale B: 4de in 3.18,550 |
|                              |                |           |                                                                                    |
| Emilie Fournel               | K-1 200m (v)   | 21e       | serie 1: 5de in 43,117 halve finale 3: 7dein 43,030s                               |
| Emilie Fournel               | K-1 500m (v)   | 14e       | serie 2: 5de in 1.58,740 halve finale 1: 6de in 1.54,120 finale B: 6de in 1.56,058 |

### Moderne vijfkamp
| Olympiër            | Onderdeel | Resultaat | Prestatie |
| ------------------- | --------- | --------- | --- |
| Melanie McCann      | vrouwen   | 11e       | schermen: 11de met 19 overwinningen (856 punten) zwemmen: 25ste in 2.21,56 (1104 punten) paardensport: 4de met 20 strafpunten (1180 punten) atletiek/schietsport: 17de in 12.20,23 (2040 punten) totaal: 5180 punten   |
| Donna Marie Vakalis | vrouwen   | 29e       | schermen: 19de met 17 overwinningen (808 punten) zwemmen: 26ste in 2.22,19 (1096 punten) paardensport: 32ste met 356 strafpunten (844 punten) atletiek/schietsport: 11de in 12.10,03 (2080 punten) totaal: 4828 punten |

### Paardensport
| Olympiër                                                                        | Onderdeel   | Resultaat | Prestatie |
| Dressuur                                                                        | Dressuur    | Dressuur  | Dressuur |
| ------------------------------------------------------------------------------- | ----------- | --------- | --- |
| Jacqueline Brooks op "D Niro"                                                   | individueel | 41e       | Grand Prix: 41ste met 68.526% |
| Ashley Holzer op "Breaking Down"                                                | individueel | 24e       | Grand Prix: 20ste met 71.809% Grand Prix Special: 24ste met 71.317% |
| David Marcus op "Chrevi's Capital"                                              | individueel | DNF       | geen score |
| Jacqueline Brooks Ashley Holzer David Marcus                                    | team        | DNF       | geëlimineerd in eerste ronde |
| Eventing                                                                        |             |           | |
| Peter Barry op "Kilordan Abbott"                                                | individueel | 60e       | dressuur: 60ste met 61,70 strafpunten |
| Hawley Bennett-Awad op "Gin & Juice"                                            | individueel | 31e       | dressuur: 31ste met 48,70 strafpunten |
| Rebecca Howard op "Riddle Master"                                               | individueel | 60e       | dressuur: 60ste met 50,60 strafpunten |
| Michelle Mueller op "Armistad"                                                  | individueel | 54e       | dressuur: 56ste met 57 strafpunten cross-country: 60ste met 63,20 strafpunten |
| Jessica Phoenix op "Exponential"                                                | individueel | 22ste     | dressuur: 50ste met 54,80 strafpunten cross-country: 16de met 2,40 strafpunten springconcours: 47ste met 14 strafpunten springconcours finale: 17de met 8 strafpunten totaal: 79,20 strafpunten                                                     |
| Peter Barry Hawley Bennett-Awad Rebecca Howard Michelle Mueller Jessica Phoenix | team        | 12e       | dressuur: 11de met 154,10 strafpunten cross-country: 12de met 1177,40 strafpunten springconcours: 13de met 893,80 strafpunten totaal: 2071,20 strafpunten                                                                                           |
| Springconcours                                                                  |             |           | |
| Tiffany Foster op "Victor"                                                      | individueel | DSQ       | kwalificatie: 1ste ronde: 60ste met 8 strafpunten 2de ronde: gediskwalificeerd |
| Jill Henselwood op "George"                                                     | individueel | 47e       | kwalificatie: 1ste ronde: 53ste met 5 strafpunten 2de ronde: 19de met 4 strafpunten |
| Eric Lamaze op "Derly Chin de Muze"                                             | individueel | 29e       | kwalificatie: 11de 1ste ronde: 1ste met 0 strafpunten 2de ronde: 16de met 1 strafpunt 3de ronde: 24ste met 8 strafpunten totaal: 9 strafpunten finale: 1ste ronde: 29ste met 12 strafpunten                                                         |
| Ian Millar op "Star Power"                                                      | individueel | 9e        | kwalificatie: 22ste 1ste ronde: 42ste met 4 strafpunten 2de ronde: 1ste met 0 strafpunten 3de ronde: 8ste met 4 strafpunten totaal: 8 strafpunten finale: 1ste ronde: 11de met 4 strafpunten 2de ronde: 7de met 4 strafpunten totaal: 8 strafpunten |
| Tiffany Foster Jill Henselwood Eric Lamaze Ian Millar                           | team        | 5e        | 1ste ronde: 6de met 5 strafpunten 2de ronde: 6de met 21 strafpunten totaal: 26 strafpunten |

### Roeien
| Olympiër | Onderdeel              | Resultaat | Prestatie |
| --- | ---------------------- | --------- | --- |
| Morgan Jarvis Douglas Vandor | lichte dubbel-twee (m) | 14e       | serie 1: 3de in 6.42,59 herkansingen: 4de in 6.36,03 halve finale C/D: 1ste in 7.02,85 finale C: 2de in 6.46,52 |
| Michael Braithwaite Kevin Kowalyk | dubbel-twee (m)        | 12e       | serie 1: 5de in 6.34,11 herkansingen: 3de in 6.30,74 halve finale 2: 6de in 6.38,94 finale B: 6de in 6.32,61    |
| David Calder Scott Frandsen | twee-zonder (m)        | 6e        | serie 2: 1ste in 6.23,80 halve finale 1: 3de in 6.56,47 finale: 6de in 6.30,49                                  |
| William Dean Anthony Jacob Derek O’Farrell Michael Wilkinson                                                                                    | vier-zonder (m)        | 9e        | serie 1: 3de in 5.50,78 halve finale 2 : 5de in 6.08,90 finale B: 3de in 6.11,15                                |
| Gabriel Bergen Jeremiah Brown Andrew Byrnes Will Crothers Douglas Csima Robert Gibson Malcolm Howard Conlin McCabe Brian Price                  | acht (m)               | Zilver    | serie 2: 4de in 5.37,91 herkansingen: 2de in 5.27,41 finale: 2de in 5.49,98                                     |
| |                        |           | |
| Lindsay Jennerich Patricia Obee | lichte dubbel-twee (v) | 7e        | serie 2: 5de in 7.10,89 herkansingen: 2de in 7.15,37 halve finale 2: 4de in 7.14,83 finale B: 1ste in 7.17,24   |
| Ashley Brzozowicz Janine Hanson Krista Guloien Darcy Marquardt Natalie Mastracci Andréanne Morin Cristy Nurse Lesley Thompson Rachelle Viinberg | acht (v)               | Zilver    | serie 2: 1ste in 6.13,91 finale: 2de in 6.12,06                                                                 |

### Schermen
| Olympiër                | Onderdeel  | Resultaat | Prestatie                                                              |
| ----------------------- | ---------- | --------- | ---------------------------------------------------------------------- |
| Étienne Lalonde-Turbide | floret (m) | 17e       | 1ste ronde: vrij 2de ronde: V van USA Massialas: 6-15                  |
| Philippe Beaudry        | sabel (m)  | 17e       | 1ste ronde: vrij 2de ronde: V van BLR Lapkes: 10-15                    |
|                         |            |           |                                                                        |
| Sherraine Schalm        | degen (v)  | 17e       | 1ste ronde: vrij 2de ronde: V van KOR Shin: 12-15                      |
| Monica Peterson         | floret (v) | 17e       | 1ste ronde: W van GBR Bentley: 10-9 2de ronde: V van USA Kiefer: 10-15 |
| Sandra Sassine          | sabel (v)  | 17d       | 1ste ronde: V van POL Socha: 7-15                                      |

### Schietsport
| Olympiër       | Onderdeel                  | Resultaat | Prestatie                                               |
| -------------- | -------------------------- | --------- | ------------------------------------------------------- |
| Cory Niefer    | 10m luchtgeweer (m)        | 46e       | kwalificatie: 46ste met 581 punten (94-97-98-99-97-96)  |
| Cory Niefer    | 50m geweer 3 houdingen (m) | 38e       | kwalificatie: 38ste met 589 punten (98-97-99-97-100-98) |
|                |                            |           |                                                         |
| Dorothy Ludwig | 10m luchtgeweer (v)        | 34e       | kwalificatie: 34ste met 376 punten (94-96-91-95)        |

### Schoonspringen
| Olympiër                         | Onderdeel               | Resultaat | Prestatie                                                                                             |
| -------------------------------- | ----------------------- | --------- | --- |
| Alexandre Despatie               | 3m plank (m)            | 11e       | voorronde: 9de met 458,55 punten halve finale: 8ste met 472,80 punten finale: 11de in 413,35 punten   |
| François Imbeau-Dulac            | 3m plank (m)            | 13e       | voorronde: 12de met 449,30 punten halve finale: 13de in 440,20 punten                                 |
| Riley McCormick                  | 10m toren (m)           | 11e       | voorronde: 11de met 452,75 punten halve finale: 12de met 495,60 punten finale: 11de met 493,35 punten |
| Eric Seh                         | 10m toren (m)           | 29e       | voorronde: 29ste met 363,90 punten                                                                    |
| Alexandre Despatie Reuben Ross   | 3m plank synchroon (m)  | 6e        | 421,83 punten                                                                                         |
|                                  |                         |           | |
| Jennifer Abel                    | 3m plank (v)            | 6e        | voorronde: 4de met 344,15 punten halve finale: 4de met 353,25 punten finale: 6de met 343 punten       |
| Émilie Heymans                   | 3m plank (v)            | 12e       | voorronde: 6de met 337,20 punten halve finale: 8ste met 331,35 punten finale: 12de met 295,20 punten  |
| Meaghan Benfeito                 | 10m toren (v)           | 11e       | voorronde: 10de met 325,50 punten halve finale: 2de met 359,90 punten finale: 11de met 345,15 punten  |
| Roseline Filion                  | 10m toren (v)           | 10e       | voorronde: 17de met 314,85 punten halve finale: 8ste met 329,60 punten finale: 10de met 349,10 punten |
| Jennifer Abel Émilie Heymans     | 3m plank synchroon (v)  | Brons     | 316,80 punten                                                                                         |
| Meaghan Benfeito Roseline Filion | 10m toren synchroon (v) | Brons     | 337,62 punten                                                                                         |

### Synchroonzwemmen
| Olympiër | Onderdeel | Resultaat | Prestatie |
| --- | --------- | --------- | --- |
| Marie-Pier Boudreau Gagnon Élise Marcotte | duet      | 4de       | kwalificatie: 4de technische routine: 4de met 94.500 punten vrije routine: 4de met 94,750 punten totaa: 189,250 punten finale: vrije routine: 4de met 94,620 punten totaal: 189,120 punten |
| Marie-Pier Boudreau Gagnon Stéphanie Durocher Jo-Annie Fortin Chloé Isaac Stéphanie Leclair Tracy Little Élise Marcotte Karine Thomas Valérie Welsh | team      | 4e        | technische routine: 4de met 94,400 punten vrije routine: 4de met 95,230 punten totaal: 189,630 punten                                                                                      |

### Taekwondo
| Olympiër                  | Onderdeel | Resultaat | Prestatie                                                           |
| ------------------------- | --------- | --------- | ------------------------------------------------------------------- |
| Sébastien Michaud         | -80kg (m) | 11e       | voorronde: V van ARM Yeremyan: 4-8                                  |
| François Coulombe-Fortier | +80kg (m) | 9e        | voorronde: W van RUS Umarov: 7-3 kwartfinale: V van MLI Keïta: 6-11 |
|                           |           |           |                                                                     |
| Karine Sergerie           | -67kg (m) | 9e        | voorronde: W van AZE Azizova: 1-0 kwartfinale: V van SLO Anic: 5-10 |

### Tafeltennis
| Olympiër                            | Onderdeel     | Resultaat | Prestatie |
| ----------------------------------- | ------------- | --------- | --- |
| André Ho                            | enkelspel (m) | 65e       | voorronde: V van NGR Toriola: 1-4 (11-9, 5-11, 6-11, 5-11, 10-12) |
| Pierre-Luc Hinse                    | enkelspel (m) | 49e       | voorronde: vrij 1ste ronde: V van LAT Burgis: 3-4 (12-14, 2-11, 11-7, 11-9, 11-13, 17-15, 8-11)                                                                                                  |
| André Ho Pierre-Luc Hinse Wang Zhen | team (m)      | 9e        | 1ste ronde: V van Japan: 0-3 |
|                                     |               |           | |
| Mo Zhang                            | enkelspel (v) | 33e       | voorronde: W van QAT Majdi: 4-0 (11-3, 11-7, 11-6, 11-3) 1ste ronde: W van TUR Hu: 4-3 (8-11, 9-11, 12-10, 9-11, 11-4, 13-11, 16-14) 2de ronde: V van AUT Li: 1-4 (9-11, 11-9, 2-11, 9-11, 9-11) |

### Tennis
| Olympiër                            | Onderdeel      | Resultaat | Prestatie                                                                                                  |
| ----------------------------------- | -------------- | --------- | --- |
| Vasek Pospisil                      | enkelspel (m)  | 33e       | 1ste ronde: V van ESP Ferrer: 4-6, 4-6                                                                     |
| Milos Raonic                        | enkelspel (m)  | 17e       | 1ste ronde: W van JPN Ito: 6-3, 6-4 2de ronde: V van FRA Tsonga: 3-6, 6-3, 23-25                           |
| Daniel Nestor Vasek Pospisil        | dubbelspel (m) | 9e        | 1ste ronde: W van ROU Tecau/Ungur: 6-3, 7-6(9) 2de ronde: V van SRB Tipsarevic/Zimonjic: 4-6, 7-6(5), 9-11 |
|                                     |                |           | |
| Aleksandra Wozniak                  | enkelspel (v)  | 17e       | 1ste ronde: W van NZL Erakovic: 6-2, 6-1 2de ronde: V van USA V Williams: 1-6, 3-6                         |
| Stéphanie Dubois Aleksandra Wozniak | dubbelspel (v) | 17e       | 1ste ronde: W van KAZ Sjvedova/Voskobojeva: 2-6, 0-6                                                       |

### Triatlon
| Olympiër        | Onderdeel | Resultaat | Prestatie      |
| --------------- | --------- | --------- | -------------- |
| Kyle Jones      | mannen    | 25e       | 1:49.58        |
| Brent McMahon   | mannen    | 27e       | 1:50.03        |
| Simon Whitfield | mannen    | DNF       | niet gefinisht |
| Paula Findlay   | vrouwen   | 52e       | 2:12.09        |
| Kathy Tremblay  | vrouwen   | DNF       | niet gefinisht |

### Voetbal
| Olympiër | Onderdeel | Resultaat | Prestatie |
| --- | --------- | --------- | --- |
| Candace Chapman Jonelle Filigno Robyn Gayle Kaylyn Kyle Karina LeBlanc Diana Matheson Erin McLeod Carmelina Moscato Kelly Parker Desiree Scott Sophie Schmidt Lauren Sesselmann Christine Sinclair Chelsea Stewart Melissa Tancredi Brittany Timko Rhian Wilkinson Emily Zurrer | vrouwen   | Brons     | groep B: 2de V van Japan: 1-2 W van Zuid-Afrika: 3-0 G van Zweden: 2-2 kwartfinale: W van Groot-Brittannië: 2-0 halve finale: V Verenigde Staten: 3-4 bronzen finale: W van Frankrijk: 1-0 |

| Groep B |             |             |             |             |             |            |            |            |        |
| #       | Land        | Wedstrijden | Wedstrijden | Wedstrijden | Wedstrijden | Doelpunten | Doelpunten | Doelpunten | Punten |
| #       | Land        | G           | W           | G           | V           | V          | T          | Saldo      | Punten |
| 1       | Zweden      | 3           | 1           | 2           | 0           | 6          | 3          | +3         | 5      |
| 2       | Japan       | 3           | 1           | 2           | 0           | 2          | 1          | +1         | 5      |
| 3       | Canada      | 3           | 1           | 1           | 1           | 6          | 4          | +2         | 4      |
| 4       | Zuid-Afrika | 3           | 0           | 1           | 2           | 1          | 7          | −6         | 1      |

| Ronde          | Datum      | Plaats           | Land | Score            | Land |
| -------------- | ---------- | ---------------- | ---- | ---------------- | ---- |
| Groepsfase     |            |                  |      |                  |      |
| 25 juli        | Coventry   | Japan            | 2-1  | Canada           |      |
| 28 juli        | Coventry   | Canada           | 3-0  | Zuid-Afrika      |      |
| 31 juli        | Newcastle  | Canada           | 2-2  | Zweden           |      |
| Kwartfinale    |            |                  |      |                  |      |
| 3 augustus     | Coventry   | Groot-Brittannië | 0-2  | Canada           |      |
| Halve finale   |            |                  |      |                  |      |
| 6 augustus     | Manchester | Canada           | 3-4  | Verenigde Staten |      |
| Bronzen finale |            |                  |      |                  |      |
| 9 augustus     | Coventry   | Canada           | 1-0  | Frankrijk        |      |

### Volleybal
| Olympiër                          | Onderdeel | Resultaat | Prestatie |
| --------------------------------- | --------- | --------- | --- |
| John Binstock Martin Reader       | beach (m) | 17e       | groep F: 3de V van GBR Thompson/Grotowski: 2-0 (21-19, 21-13) V van NOR Skarlund/Spinnangr: 0-2 (14-21, 18-21) V van BRA Cunha/Santos: 0-2 (18-21, 22-24) lucky loser V van ITA Lupo/Nicolai: 0-2 (16-21, 20-22) |
|                                   |           |           | |
| Marie-Andrée Lessard Annie Martin | beach (v) | 19e       | groep F: 4de V van GBR Mullin/Dampney: 1-2 (21-17, 14-21, 13-15) V van RUS Birlova/Ukolova: 1-2 (18-21, 30-28, 13-15) V van ITA Cicolari/Menegatti: 1-2 (12-21, 25-23, 10-15)                                    |

### Wielersport
| Olympiër                                      | Onderdeel                | Resultaat | Prestatie |
| Baan                                          | Baan                     | Baan      | Baan |
| --------------------------------------------- | ------------------------ | --------- | --- |
| Joseph Veloce                                 | keirin (m)               | 13e       | 1ste ronde: 4de herkansingen: 4de |
| Zachary Bell                                  | omnium (m)               | 8e        | vliegende ronde: 7de in 13,406 puntenkoers: 13de met 4 punten afvalling: 10de achtervolging: 8ste in 4.29,411 scratch: 1ste tijdrit: 10de in 1.04,328 totaal: 49 punten                               |
|                                               |                          |           | |
| Monique Sullivan                              | sprint (v)               | 11e       | kwalificatie: 12de in 11,347 1st ronde: V van HKG Lee herkansingen 1: W van KOR Lee/ JPN Maeda: 11.572 2de ronde: V van AUS Meares herkansingen: V van BLR Panarina/ JPN Maeda finale 9de plaats: 3de |
| Monique Sullivan                              | keirin (v)               | 6e        | 1ste ronde: 5de herkansingen: 3de 2de ronde: 2de finale: 6de |
| Tara Whitten                                  | omnium (v)               | 4e        | vliegende ronde: 7de in 14,516 puntenkoers: 3de met 28 punten afvalling: 8ste individuele achtervolging: 3de in 3.31,113 scratch: 6de tijdrit: 10de in 36,509 totaal: 4de met 37 punten               |
| Gillian Carleton Jasmin Glaesser Tara Whitten | ploegenachtervolging (v) | Brons     | kwalificatie: 4de in 3.19,816 halve finale: 4de in 3.17,454 bronzen finale: W van Australië: 3.17,915                                                                                                 |
| BMX                                           |                          |           | |
| Tory Nyhaug-Heinonen                          | mannen                   | 18de      | plaatsingsronde: 20ste in 39,515 kwartfinale 2: 5de met 20 punten |
| Mountainbike                                  |                          |           | |
| Geoff Kabush                                  | mannen                   | 8e        | 1:30.43 |
| Max Plaxton                                   | mannen                   | DNF       | niet gefinisht |
| Emily Batty                                   | vrouwen                  | 20e       | 1:40.37 |
| Catharine Prendel                             | vrouwen                  | 9e        | 1:34.28 |
| Weg                                           |                          |           | |
| Ryder Hesjedal                                | tijdrit (m)              | 28e       | 56.06,18 |
| Ryder Hesjedal                                | wegwedstrijd (m)         | 63e       | 5:46.37 |
|                                               |                          |           | |
| Clara Hughes                                  | tijdrit (v)              | 5e        | 38.28,96 |
| Denise Ramsden                                | tijdrit (v)              | 19e       | 41.44,81 |
| Clara Hughes                                  | wegwedstrijd (v)         | 32e       | 3:36.01 |
| Joëlle Numainville                            | wegwedstrijd (v)         | 12e       | 3:35.56 |
| Denise Ramsden                                | wegwedstrijd (v)         | 27e       | 3:35.56 |

### Worstelen
| Olympiër          | Onderdeel   | Resultaat   | Prestatie |
| Vrije stijl       | Vrije stijl | Vrije stijl | Vrije stijl |
| ----------------- | ----------- | ----------- | --- |
| David Tremblay    | -55kg (m)   | 16e         | kwalificatie: vrij 1ste ronde: V van TUR Peker: 1-3 |
| Haislan Garcia    | -66kg (m)   | 7e          | kwalificatie: W van TUN Aleyech: 3-1 1ste ronde: W van TJK Yusupov: 3-1 kwartfinale: V van JPN Yonemitsu: 1-3 herkansingen: V van CUB Lopez 1-3                        |
| Matt Gentry       | -74kg (m)   | 5e          | kwalificatie: vrij 1ste ronde: W van IND Yadav: 3-1 kwartfinale: V van USA Burroughs: 1-3 herkansingen: W van PUR Atencia: 3-0 bronzen finale: V van RUS Tsargush: 0-3 |
| Khetag Pliev      | -96kg (m)   | 10e         | kwalificatie: vrij 1ste ronde: W van CUB Lacerra: 3-1 kwartfinale: V van USA Varner: 0-3 herkansingen: V van UZB Kurbanov: 1-3                                         |
| Arjan Bhullar     | -120kg (m)  | 13e         | kwalificatie: vrij 1ste ronde: V van IRI Ghamesi: 0-3 |
|                   |             |             | |
| Carol Huynh       | -48kg (v)   | Brons       | kwalificatie: vrij 1ste ronde: W van VIE Lua: 5-0 kwartfinale: W van BLR Kaladzinskaya: 3-0 halve finale: V van JPN Obara: 1-3 bronzen finale: W van SEN Sambou: 3-0   |
| Tonya Verbeek     | -55kg (v)   | Zilver      | kwalificatie: vrij 1ste ronde: W van IND Phogat: 3-1 kwartfinale: W van UKR Lazareva: 3-0 halve finale: W van COL Renteria: 3-0 finale: V van JPN Yoshida: 0-3         |
| Martine Dugrenier | -63kg (v)   | 5e          | kwalificatie: vrij 1ste ronde: V van JPN Icho: 1-3 herkansingen: W van SWE Johansson: 3-1 bronzen finale: V van MGL Soeonzonboldyn: 0-3                                |
| Leah Callahan     | -72kg (v)   | 18de        | kwalificatie: vrij 1ste ronde: V van MGL Ochirbatyn: 0-3 |

### Zeilen
| Olympiër                   | Onderdeel        | Resultaat | Prestatie                                           |
| -------------------------- | ---------------- | --------- | --------------------------------------------------- |
| Zachary Plavsic            | RS:X (m)         | 8e        | 100 punten (6-12-12-6-4-17-9-7-7-29-20)             |
| David Wright               | laser (m)        | 23e       | 184 punten: (18-15-9-31-14-24-42-6-29-38)           |
| Gregory Douglas            | finn (m)         | 15e       | 137 punten: (16-23-16-13-12-18-1-17-20-12)          |
| Luke Ramsay Mike Leigh     | 470 (m)          | 25e       | 179 punten: (26-20-21-21-19-19-16-20-26-19)         |
| Hunter Lowden Gordon Cook  | 49er (m)         | 16e       | 162 punten: (3-16-5-17-9-17-16-8-11-16-7-8-20-9-21) |
| Tyler Bjorn Richard Clarke | star (m)         | 12e       | 93 punten: (16-10-6-8-10-17-13-12-5-13)             |
|                            |                  |           |                                                     |
| Nikola Girke               | RS:X (v)         | 10e       | 109 punten: (6-14-10-6-8-10-13-4-19-18-20)          |
| Danielle Dube              | laser radial (v) | 27e       | 220 punten: (22-21-20-33-31-32-25-17-24-28)         |

### Zwemmen
| Olympiër                                                                     | Onderdeel             | Resultaat | Prestatie                                                                       |
| ---------------------------------------------------------------------------- | --------------------- | --------- | ------------------------------------------------------------------------------- |
| Brent Hayden                                                                 | 50m vrije slag (m)    | 14e       | serie 8: 6de in 22,15 halve finale 2: 7de in 22,12                              |
| Brent Hayden                                                                 | 100m vrije slag (m)   | Brons     | serie 8: 3de in 48,51 halve finale 2: 4de in 48,21 finale: 3de in 47,80         |
| Blake Worsley                                                                | 200m vrije slag (m)   | 17e       | serie 3: 1ste in 1.48,14                                                        |
| Ryan Cochrane                                                                | 400m vrije slag (m)   | 9e        | serie 2: 1ste in 3.47,26                                                        |
| Ryan Cochrane                                                                | 1500m vrije slag (m)  | Zilver    | serie 3: 1ste in 14.49,41 finale: 2de in 14.39,63                               |
| Charles Francis                                                              | 100m rugslag (m)      | 15e       | serie 5: 5de in 54,08 halve finale 1: 7de in 54,42                              |
| Tobias Oriwol                                                                | 200m rugslag (m)      | 14e       | serie 3: 4de in 1.58,06 halve finale 2: 7de in 1.58,74                          |
| Scott Dickens                                                                | 100m schoolslag (m)   | 16e       | serie 5: 2de in 59,85s halve finale 2: 8ste in 1.00,16                          |
| Scott Dickens                                                                | 200m schoolslag (m)   | 16e       | serie 2: 1ste in 2.10,95 halve finale 2: 8ste in 2.11,71                        |
| Joe Bartoch                                                                  | 100m vlinderslag (m)  | 27e       | serie 3: 6de in 53,09                                                           |
| David Sharpe                                                                 | 200m vlinderslag (m)  | 31e       | serie 2: 7de in 1.59,87                                                         |
| Andrew Ford                                                                  | 200m wisselslag (m)   | 15e       | serie 2: 1ste in 2.00,28 halve finale 1: 7de in 2.01,58                         |
| Alec Page                                                                    | 400m wisselslag (m)   | 23e       | serie 4: 8ste in 4.19,17                                                        |
| Thomas Gossland Brent Hayden Richard Hortness Colin Russell                  | 4x100m vrije slag (m) | 10e       | serie 1: 5de in 3.16,42                                                         |
| Blake Worsley Colin Russell Richard Hortness Alec Page                       | 4x200m vrije slag (m) | 14e       | serie 2: 7de in 7.15,22                                                         |
| Charles Francis Scott Dickens Joe Bartoch Brent Hayden                       | 4x100m wisselslag ()m | 8e        | serie 1: 4de in 3.34,46 finale: 8ste in 3.34,19                                 |
| Richard Weinberger                                                           | 10km open water       | Brons     | 1:50.00,3                                                                       |
|                                                                              |                       |           |                                                                                 |
| Victoria Poon                                                                | 50m vrije slag (v)    | 15e       | serie 9: 5de in 25,15 halve finale 1: 8ste in 25,17                             |
| Julia Wilkinson                                                              | 100m vrije slag (v)   | 13e       | serie 6: 3de in 54,16 halve finale 2: 7de in 54,25s                             |
| Julia Wilkinson                                                              | 100m rugslag (v)      | 9e        | serie 5: 2de in 59,94 halve finale 2: 4de in 59,91                              |
| Samantha Cheverton                                                           | 200m vrije slag (v)   | 11e       | serie 3: 5de in 1.58,11 halve finale 2: 6de in 1.57,98                          |
| Barbara Jardin                                                               | 200m vrije slag (v)   | 10e       | serie 3: 4de in 1.57,92 halve finale 1: 5de in 1.57,91                          |
| Brittany MacLean                                                             | 400m vrije slag (v)   | 7e        | serie 4: 2de in 4.05,06 finale: 7de in 4.06,24                                  |
| Savannah King                                                                | 400m vrije slag (v)   | 18e       | serie 4: 7de in 4.10,93                                                         |
| Savannah King                                                                | 800m vrije slag (v)   | 15e       | serie 5: 5de in 8.29,72                                                         |
| Alexa Komarnycky                                                             | 800m vrije slag (v)   | 11e       | serie 3: 3de in 8.28,11                                                         |
| Sinead Russell                                                               | 100m rugslag (v)      | 16e       | serie 5: 5de in 1.00,10 halve finale 2: 8ste in 1.00,57                         |
| Sinead Russell                                                               | 200m rugslag (v)      | 8e        | serie 4: 3de in 2.09,04 halve finale 2: 3de in 2.08,76 finale: 8ste in 2.09,86  |
| Hilary Caldwell                                                              | 200m rugslag (v)      | 18e       | serie 3: 7de in 2.10,75                                                         |
| Jillian Tyler                                                                | 100m schoolslag (v)   | 14e       | serie 4: 6de in 1.07,81 halve finale 1: 7de in 1.07,87                          |
| Tera Van Beilen                                                              | 100m schoolslag (v)   | 9e        | serie 5: 4de in 1.07,85 halve finale 2: 4de in 1.07,48 swim-off: 2de in 1.07,73 |
| Tera Van Beilen                                                              | 200m schoolslag (v)   | 21e       | serie 3: 7de in 2.27,70                                                         |
| Martha McCabe                                                                | 200m schoolslag (v)   | 5e        | serie 4: 3de in 2.26,39 halve finale 2: 4de in 2.24,09 finale: 5de in 2.23,16   |
| Katerine Savard                                                              | 100m vlinderslag (v)  | 16e       | serie 5: 6de in 58,76 halve finale 1: 8ste in 59,22                             |
| Audrey Lacroix                                                               | 200m vlinderslag (v)  | 12e       | serie 2: 6de in 2.09,25 halve finale 2: 7de in 2.08,00                          |
| Katerine Savard                                                              | 200m vlinderslag (v)  | 19e       | serie 4: 7de in 2.11,05                                                         |
| Erica Morningstar                                                            | 200m wisselslag (v)   | 17e       | serie 3: 8ste in 2.14,32                                                        |
| Stephanie Horner                                                             | 400m wisselslag (v)   | 21e       | serie 2: 2de in 4.45,49                                                         |
| Samantha Cheverton Heather MacLean Victoria Poon Julia Wilkinson             | 4x100m vrije slag (v) | 11e       | serie 2: 5de in 3.39,60                                                         |
| Samantha Cheverton Barbara Jardin Brittany MacLean Amanda Reason             | 4x200m vrije slag (v) | 4e        | serie 1: 2de in 7.50,84 finale: 4de in 7.50,65                                  |
| Sinead Russell Jillian Tyler Tera Van Beilen Katerine Savard Julia Wilkinson | 4x100m wisselslag (v) | 12e       | serie 1: 6de in 4.02,71                                                         |
| Zsofia Balazs                                                                | 10 km open water (v)  | 18e       | 2:01.17,8                                                                       |

Afghanistan · Albanië · Algerije · Amerikaanse Maagdeneilanden · Amerikaans-Samoa · Andorra · Angola · Antigua en Barbuda · Argentinië · Armenië · Aruba · Australië · Azerbeidzjan · Bahama's · Bahrein · Bangladesh · Barbados · België · Belize · Benin · Bermuda · Bhutan · Bolivia · Bosnië en Herzegovina · Botswana · Brazilië · Britse Maagdeneilanden · Brunei · Bulgarije · Burkina Faso · Burundi · Cambodja · Canada · Centraal-Afrikaanse Republiek · Chili · China · Chinees Taipei · Colombia · Comoren · Congo-Brazzaville · Congo-Kinshasa · Cookeilanden · Costa Rica · Cuba · Cyprus · Denemarken · Djibouti · Dominica · Dominicaanse Republiek · Duitsland · Ecuador · Egypte · El Salvador · Equatoriaal-Guinea · Eritrea · Estland · Ethiopië · Fiji · Filipijnen · Finland · Frankrijk · Gabon · Gambia · Georgië · Ghana · Grenada · Griekenland · Groot-Brittannië · Guam · Guatemala · Guinee · Guinee‑Bissau · Guyana · Haïti · Honduras · Hongarije · Hongkong · Ierland · IJsland · India · Indonesië · Irak · Iran · Israël · Italië · Ivoorkust · Jamaica · Japan · Jemen · Jordanië · Kaaimaneilanden · Kaapverdië · Kameroen · Kazachstan · Kenia · Kirgizië · Kiribati · Koeweit · Kroatië · Laos · Lesotho · Letland · Libanon · Liberia · Libië · Liechtenstein · Litouwen · Luxemburg · Macedonië · Madagaskar · Malawi · Maldiven · Maleisië · Mali · Malta · Marshalleilanden · Marokko · Mauritanië · Mauritius · Mexico · Micronesië · Moldavië · Monaco · Mongolië · Montenegro · Mozambique · Myanmar · Namibië · Nauru · Nederland · Nepal · Nicaragua · Nieuw-Zeeland · Niger · Nigeria · Noord-Korea · Noorwegen · Oeganda · Oekraïne · Oezbekistan · Oman · Oostenrijk · Oost-Timor · Pakistan · Palau · Palestina · Panama · Papoea-Nieuw-Guinea · Paraguay · Peru · Polen · Portugal · Puerto Rico · Qatar · Roemenië · Rusland · Rwanda · Saint Kitts en Nevis · Saint Lucia · Saint Vincent en Grenadines · Salomonseilanden · Samoa · San Marino · Sao Tomé en Principe · Saoedi-Arabië · Senegal · Servië · Seychellen · Sierra Leone · Singapore · Slovenië · Slowakije · Soedan · Somalië · Spanje · Sri Lanka · Suriname · Swaziland · Syrië · Tadzjikistan · Tanzania · Thailand · Togo · Tonga · Trinidad en Tobago · Tsjaad · Tsjechië · Tunesië · Turkije · Turkmenistan · Tuvalu · Uruguay · Vanuatu · Venezuela · Verenigde Arabische Emiraten · Verenigde Staten · Vietnam · Wit-Rusland · Zambia · Zimbabwe · Zuid-Afrika · Zuid-Korea · Zweden · Zwitserland · Onafhankelijke atleten